# Регата больших парусников
Регата больших парусников (англ. Tall Ships' Races) была учреждена для сохранения морских традиций и обучения молодёжи из разных стран искусству плавания под парусами. Регата проводится ежегодно в европейских водах и состоит, как правило из гоночных этапов по несколько сотен морских миль и «круиза в компании» — перехода без соревнований. Не менее половины экипажа каждого судна, участвующего в гонках, должна составлять молодёжь в возрасте от 15 до 25 лет.

## На борту
Экипажи, как правило, интернациональны, опыт не требуется. Участник-стажер (trainee) может записаться в экипаж как на отдельную гонку, так и на всю регату, может участвовать в управлении судном, но это прежде всего приключение, ориентированное  на привлечение молодёжи. Обучение техническим аспектам мореплавания не является главной задачей. Акцент делается на работу в команде, развитие личных качеств, неформальное общение представителей разных культур.

## В порту
Между гоночными этапами парусники несколько дней стоят в порту, принимающем регату, предоставляя жителям и гостям города возможность подняться на борт. Экипажи делятся впечатлениями, участвуют в соревнованиях и конкурсах, знакомятся с достопримечательностями города. В программу также входит парад экипажей, награждение победителей в различных номинациях,  вечеринка и праздничный фейерверк. Завершается стоянка-фестиваль парадом парусов.

## Парусники
Участвовать в регате может любое однокорпусное парусное судно, имеющее длину по ватерлинии более 9.14м, соответствующее установленным требованиям безопасности международной учебной парусной ассоциации Sail Training International(STI).
В настоящее время в гонках принимают участие и частные яхты, и учебные парусники ВМС и университетов разных стран, и реплики исторических судов, принадлежащие мореходным школам и клубам.
В соответствии с типом парусного вооружения и размерами корпуса суда-участники подразделяются на 4 класса.
- A — все суда с прямым парусным вооружением и все суда более 40 метров длиной (LOA), независимо от типа вооружения
- B — суда с традиционным парусным вооружением (гафельные шлюпы, кетчи, йолы и шхуны), длина (LOA) которых не превышает 40 метров.
- C — суда с современным парусным вооружением (бермудские шлюпы, кетчи, йолы и шхуны), длина (LOA) которых не превышает 40 метров, не несущие спинакер (и подобные ему паруса).
- D — суда с современным парусным вооружением (бермудские шлюпы, кетчи, йолы и шхуны), длина (LOA) которых не превышает 40 метров, несущие спинакер (или подобные ему паруса).

## История
Идея собрать кадетов и юных моряков из разных стран для участия в дружеском соревновании появилась в 1953 году. Воплотили её в жизнь Бернард Морган, отставной юрист из Лондона, и Педро Теотониу Перейра, посол Португалии в Великобритании. В 1956 состоялась гонка 20 сохранившихся парусников по маршруту Торки (Южная Англия) — Лиссабон (Португалия), которая была задумана как последнее прощание с эпохой больших парусных судов. Однако общественный интерес был так велик, что организаторы учредили учебную парусную ассоциацию Sail Training International (STI) для планирования будущих мероприятий. С тех пор регата больших парусников проводится ежегодно в разных частях мира, собирая миллионы зрителей и более сотни учебных судов.
В период с 1973 по 2003 годы регата проводилась под названием The Cutty Sark Tall Ships' Races (регата больших парусников «Катти Сарк») в соответствии с условиями спонсирования её производителем одноимённого виски.
Российские парусники впервые принимали участие в регате 1974 года.